# آیومی ایتو
آیومی ایتو (انگلیسی: Ayumi Ito؛ زادهٔ ۱۴ آوریل ۱۹۸۰) یک هنرپیشه اهل ژاپن است.
از فیلم‌ها یا برنامه‌های تلویزیونی که وی در آن نقش داشته است می‌توان به فاینال فانتزی ۷: ظهور کودکان اشاره کرد.